# Hilario Peñasco de la Puente
Hilario Peñasco de la Puente (Madrid, 1857-Madrid, 1891) fue un político, escritor y ensayista español, que ocupó el cargo de concejal en Madrid.

## Biografía

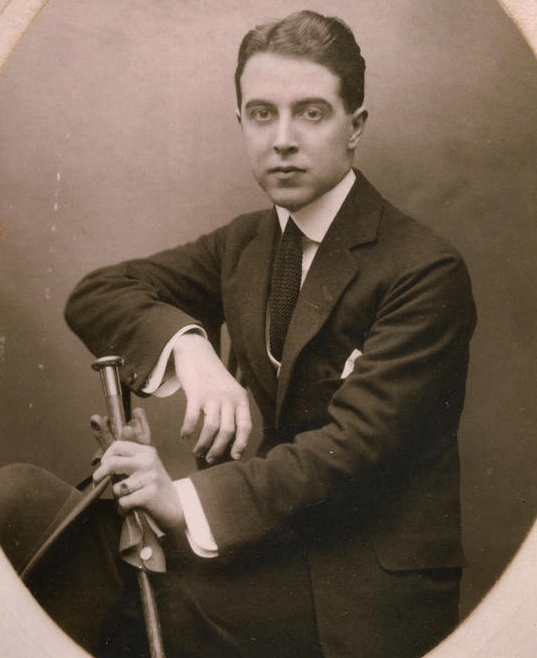
Victor Peñasco y Castellana, hijo, falleció en el hundimiento del Titanic.

Nacido el 14 de enero de 1857, era hijo de Víctor Peñasco y Otero y Ana de la Puente, fallecida poco después de nacer Hilario. Contrajo matrimonio en 1885 con Purificación Castellana y Moreno, natural de Ballesteros de Calatrava, con quien tuvo tres hijos: Ana, Víctor y María.
Colaboró en la publicación de Las calles de Madrid. Noticias, tradiciones y curiosidades junto al escritor Carlos Cambronero y escribió columnas para periódicos como, entre otros, El Globo. Conservador, fue concejal del Ayuntamiento de Madrid al igual que su padre.
Peñasco de la Puente, que disfrutaba de una «desahogada posición», falleció en Madrid el 12 de noviembre de 1891, algo más de un mes después que su padre, cuando preparaba una Historia de Madrid. Un año después de su muerte, su legado de 2658 volúmenes fue donado a la Biblioteca Histórica Municipal de Madrid.

## Obra
- La fuente de Santa Polonia y El duende crítico: curiosidades madrileñas (1889)[7]
- Las calles de Madrid. Noticias, tradiciones y curiosidades (1889)
- Las sisas de Madrid: apuntes para escribir su historia (1890)